# Phillip Terry
Phillip Terry (nacido como Frederick Henry Kormann, 7 de marzo de 1909 - 23 de febrero de 1993) fue un actor estadounidense. Es recordado mayormente por su interpretación de reparto en la película The Lost Weekend de Billy Wilder."
Terry apareció en más de ochenta películas a lo largo de su carrera . Muchos de los primeros papeles fueron pequeños y, a menudo, sin acreditar. Pero en la década de 1940, recibió papeles más grandes y numerosos en algunas películas de calidad, como The Lost Weekend (1945), protagonizada por Ray Milland, y To Each His Own (1946), protagonizada por Olivia de Havilland.
Se casó el 21 de julio de 1942 en Hidden Valley Ranch en el condado de Ventura, California, con la estrella de cine Joan Crawford. Se divorciaron en 1946.

## Filmografía parcial
| Año  | Título                          | Rol                         | Notas         |
| ---- | ------------------------------- | --------------------------- | ------------- |
| 1937 | The Last Gangster               | Reporter                    | No acreditado |
| 1937 | Navy Blue and Gold              | Kelly                       |               |
| 1937 | You're Only Young Once          | Piloto                      | No acreditado |
| 1937 | Mannequin                       |                             | No acreditado |
| 1937 | Rosalie                         | West Point Cadet            | No acreditado |
| 1938 | Love Is a Headache              | Club 44, conductor de rsdio | No acreditado |
| 1938 | Of Human Hearts                 | Army Intern                 | No acreditado |
| 1938 | Test Pilot                      | Fotógrafo                   | No acreditado |
| 1938 | Hold That Kiss                  | Ted Evans                   |               |
| 1938 | Yellow Jack                     | Ferguson                    |               |
| 1938 | Three Comrades                  | Soldier                     |               |
| 1938 | Marie Antoinette                | Hombre en la casa           | No acreditado |
| 1938 | Boys Town                       | Reportero                   |               |
| 1945 | The Lost Weekend                | Wick Birnam                 |               |
| 1945 | George White's Scandals         | Tom McGrath                 |               |
| 1946 | To Each His Own                 | Alex Piersen                |               |
| 1946 | The Dark Horse                  | George Kelly                |               |
| 1947 | Beat the Band                   | Damon Dillingham            |               |
| 1947 | Born to Kill                    | Fred                        |               |
| 1947 | Seven Keys to Baldpate          | Kenneth Magee               |               |
| 1952 | Deadline – U.S.A.               | Lewis Schaefer              | No acreditado |
| 1958 | Man from God's Country          | Sheriff                     |               |
| 1958 | Money, Women and Guns           | Damian Bard                 |               |
| 1960 | The Leech Woman                 | Dr. Paul Talbot             |               |
| 1961 | The Explosive Generation        | Mr. Carlyle                 |               |
| 1966 | The Navy vs. the Night Monsters | Doctor                      |               |
| 1972 | Class of '74                    | Dave                        |               |